# Orde de Sant Ramon de Penyafort
L'Orde de la Creu de San Ramon de Penyafort fou creada per decret del 23 de gener de 1944, festivitat de Sant Ramon de Penyafort, patró dels juristes, per tal de premiar els rellevants mèrits contrets pels qui intervenen en l'administració de justícia i en el seu cultiu i aplicació de l'estudi del dret en totes les seves branques, així com els serveis prestats sense nota desfavorable en les activitats jurídiques dependents del Ministeri de Justícia.
En virtut de l'autorització continguda en l'article sisè del Decret, s'han anat dictant disposicions que desenvolupen i complementen les normes que es van establir per a la concessió de la condecoració esmentada, i amb la finalitat d'evitar la dificultat i confusió en les cites i aconseguir la unificació de la disposició normativa proposta del Ministre de Justícia.

## Junta de Govern
La Junta de Govern és l'encarregada d'informar de les propostes de concessió de les condecoracions de l'Ordre. Està composta per les següents personalitats:
- President: El Ministre de Justícia
- Vicepresident: El Subssecretari del Ministeri de Justícia.
- L'Arquebisbe de Toledo o Prelat en qui delegui.
- El President del Tribunal Suprem.
- El Fiscal del Tribunal Suprem
- El Director General dels Registres i del Notariado.
- Un representant de la Reial Acadèmia de Jurisprudència i Legislació, designat pel seu Consell.
- El President del Consell General de l'Advocacia.
- Secretari: Un Lletrat del Cos Superior d'Advocats de l'Estat.

## Graus de l'Orde

### Creus de l'Orde
Premien els rellevants mèrits contrets pels que intervenen en l'Administració de Justícia i en el seu cultiu i aplicació de l'estudi del Dret en totes les seves branques. Les seves categories són:
- Gran Creu (antigament Creu Meritíssima). Porta annex el tractament d'Excel·lència o Excel·lentíssim Senyor.
- Creu d'Honor. Assemblada a la categoria d'Encomana amb Placa o Comanador de Nombre. Porta annex el tractament d'Il·lustríssim o Il·lustríssim Senyor.
- Creu Distingida de 1a Classe. Assemblada a la categoria d'Encomana Ordinària o Comanador. Porta annex el tractament de Senyoria.
- Creu Distingida de 2a Classe. Assemblada a la categoria d'Oficial. Porta annex el tractament de Senyoria.
- Creu Senzilla. Assemblada a la categoria de Cavaller.

### Medalla del Mèrit a la Justícia
Premia els serveis prestats sense nota desfavorable en les activitats jurídiques dependents del Ministeri de Justícia. Per la seva especial finalitat, la seva concessió i el seu ús són compatibles amb l'atorgament de les creus de l'Orde. Les seves categories són:
- Medalla d'Or del Mèrit a la Justícia.
- Medalla de Plata del Mèrit a la Justícia.
- Medalla de Bronze del Mèrit a la Justícia.

## Membres de l'orde
- Llista de condecorats amb la Gran Creu de l'Orde de Sant Ramon de Penyafort